# Artomyces candelabrus
Artomyces candelabrus är en svampart som först beskrevs av George Edward Massee, och fick sitt nu gällande namn av Jülich 1982. Artomyces candelabrus ingår i släktet Artomyces och familjen Auriscalpiaceae.   Inga underarter finns listade i Catalogue of Life.